# Robinsons Place Manila
Robinsons Place Manila ist ein großes Einkaufszentrum im Distrikt Ermita in Manila City auf den Philippinen. Ursprünglich erbaut in den 1980er Jahren und seither mehrmals erweitert ist das heute siebenstöckige Gebäude mit 240.000 m² das derzeit größte Einkaufszentrum in Manila City. Die Mall gehört der 1980 gegründeten Robinsons Land Corpororation, einem zur JG Summit Holdings der Gokongwei-Familie gehörenden Immobilienentwickler, der mit Robinsons Malls eine der größten Ketten an Einkaufszentren auf den Philippinen besitzt und betreibt.

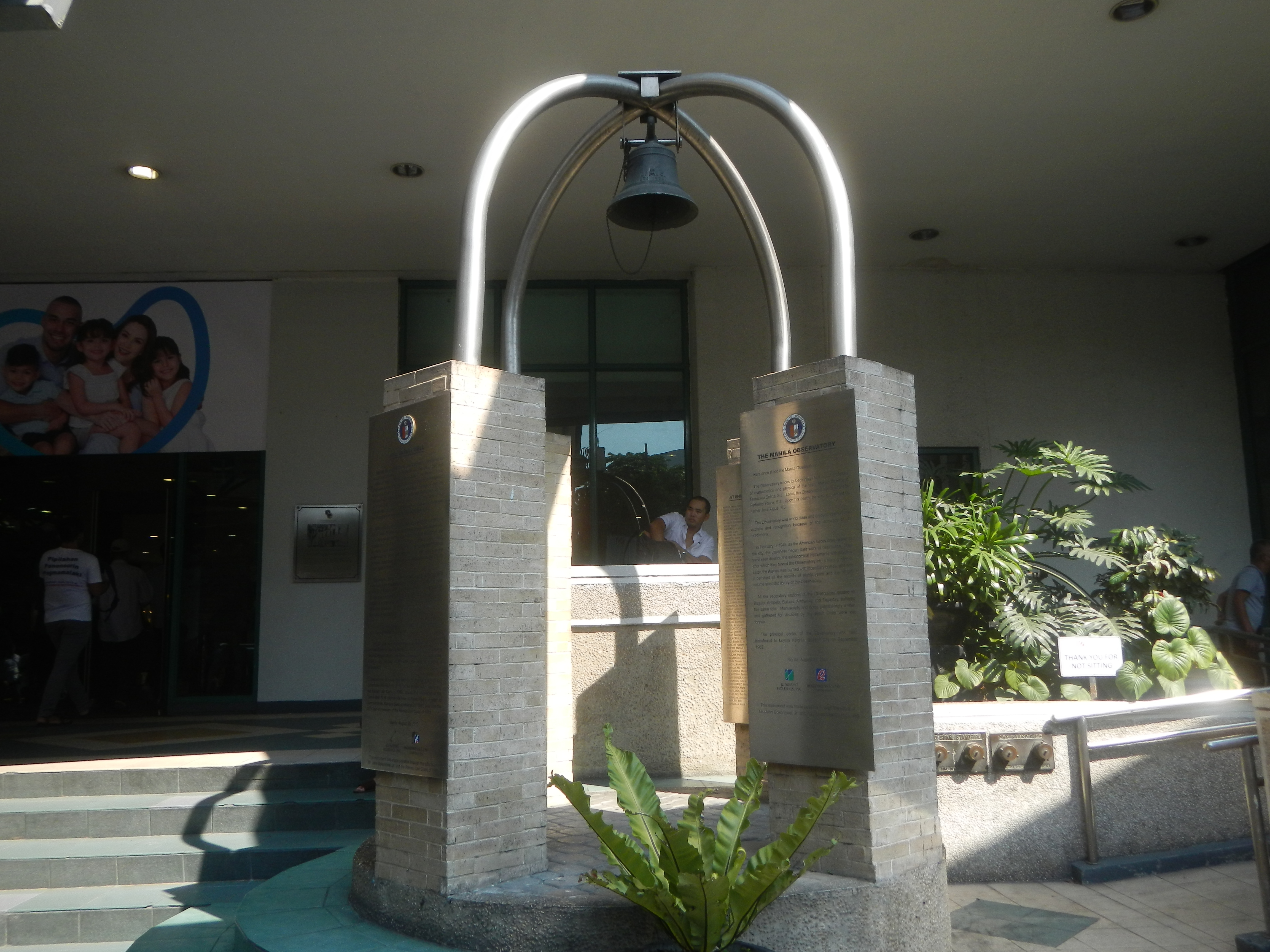
Denkmal Jesuitenglocke aus dem Jahr 1932 vor dem Mall-Eingang an der Padre-Faura-Straße

Das Einkaufszentrum besteht heute aus drei Flügeln, die bei den Erweiterungen jeweils hinzugefügt wurden. Der ursprüngliche Teil ist der Pedro-Gil-Flügel, mit einem Eingang von der Pedro-Gil-Straße und von der Adriatico-Straße. Ein erster Umbau erfolgte 1997 und 2000 wurde der Padre-Faura-Flügel eröffnet, benannt nach der angrenzenden Padre-Faura-Straße. Damals wurden auch die zwei direkt mit dem Einkaufszentrum verbundenen 37-stöckigen Wohntürme Robinsons Place Residences mit zahlreichen Eigentumswohnungen eingeweiht. Im Jahr 2008 kam der Midtown-Flügel hinzu, welcher einen Teil der Fläche an der Adriatico Straße einnimmt, die zuvor vom 2003 geschlossenen and anschließend abgerissenen Manila Midtown Hotel belegt war. Zusammen mit dieser Erweiterung der Mall kamen mit den Adriatico Residences auch drei weitere Wohntürme zu dem Gebäudekomplex hinzu. Mit der Eröffnung des Midtown-Flügels wurde Robinsons Place Manila zur größten Robinson Mall. Die jüngste Renovierung des Einkaufszentrum fand 2019 statt, diese jedoch ohne substanzielle Erweiterung.
Neben den Robinson-eigenen Ankergeschäften Robinsons Supermarket, Robinsons Department Store und dem Kinokomplex Robinsons Movieworld beherbergt Robinsons Place Manila über 500 weitere Einzelhandelsgeschäfte, Restaurants und Servicezentren, darunter auch einige Zweigstellen der öffentlichen Verwaltung, so zum Beispiel ein Büro des NBI (National Bureau of Investigation), der LTO (Land Transportation Organization) oder des SSS (Social Security System).
Vor dem Eingang zur Mall in der Padra-Faura-Straße steht seit 2010 ein Denkmal, welches an das Observatorium von Manila und an eine Schule der von Jesuiten geleiteten Ateneo de Manila University erinnert, die sich in früheren Zeiten an dieser Stelle befanden. Die Jesuitenglocke stammt aus dem Jahr 1932, als die Schule von Intramuros in die Padre-Faura-Straße umzog. In der alten Padre-Faura-Kapelle des Ateneo installiert wurde sie ehemals genutzt, um Beginn und Ende der Unterrichtsstunden akustisch zu signalisieren. Während des Zweiten Weltkriegs wurde die Schule am 2. Juli 1943 von den japanischen Besatzern geräumt und in ein Militärkrankenhaus umfunktioniert. Das benachbarte, ebenfalls von Jesuiten betriebene Observatorium, wurde im Februar 1945 während der Schlacht um Manila komplett zerstört.